# Eupilema inexpectata
Eupilema inexpectata är en manetart som beskrevs av Pages, Gili och Bouillon 1992. Eupilema inexpectata ingår i släktet Eupilema och familjen Rhizostomatidae. Inga underarter finns listade i Catalogue of Life.